# NGC 3418
NGC 3418 ist eine Linsenförmige Galaxie vom Hubble-Typ SB0/a im Sternbild Leo Minor am Nordsternhimmel. Sie ist schätzungsweise 55 Millionen Lichtjahre von der Milchstraße entfernt und hat einen Durchmesser von etwa 25.000 Lichtjahren.
Im selben Himmelsareal befinden sich u. a. die Galaxien NGC 3380, NGC 3400, NGC 3414.
Das Objekt wurde am 11. April 1785 von William Herschel entdeckt.